# 久其软件
北京久其软件股份有限公司，是一家管理软件供应商，聚焦B2B2C的大数据综合服务提供商。
1997年，久其软件创建于北京中关村。
久其的用户包括国家机关、企事业单位和社会团体，与60余个政府部门和80余家中央企业集团建立了合作关系。